# Sint-Mattheüskerk (Hermelgem)
De Sint-Mattheüskerk was de parochiekerk van de tot de Oost-Vlaamse gemeente Zwalm behorende plaats Hermelgem.
De laatgotische kerk, waarvan het patronaatsrecht bij de abdij van Anchin berustte, had betrekkelijk weinig te lijden van de beeldenstorm. Het noordelijk zijaltaar was aan Onze-Lieve-Vrouw en het zuidelijk zijaltaar aan Sint-Blasius gewijd. Het Onze-Lieve-Vrouwealtaar was van 1670.
In 1847 werd de parochie opgeheven deze ging op in de Allerheiligenparochie te Nederzwalm. De kerk was in verval geraakt, vooral omdat het aantal parochianen erg klein was. In 1850 werd de kerk gesloopt. Een deel van het puin werd gebruikt voor de bouw van zijbeuken bij de vergroting van de Allerheiligenkerk. Ook de meeste kunstwerken uit de Sint-Mattheüskerk werden naar deze kerk overgebracht. Het schilderij De roeping van de Heilige Mattheüs bleef echter zoek.